# Mont Lu
Pour les articles homonymes, voir Lu.
Le mont Lu (sinogrammes simplifiés : 庐山  ; sinogrammes traditionnels : 盧山  ; hanyu pinyin : lú shān ; également appelé : Lushan) est une montagne de Chine située à 36 km au sud de la ville de Jiujiang (九江) dans le Jiangxi, entre le Chang Jiang et le lac Poyang (鄱陽湖). Renfermant de nombreuses richesses naturelles (flore, faune, géologie), c’est aussi un lieu important pour l'histoire, la religion bouddhiste, la peinture et la poésie. Ces caractéristiques ont valu au parc national du mont Lu son inscription au patrimoine mondial en 1996. Le mont est également le site d'un géoparc de l'Unesco. C'est un haut lieu du tourisme.

## Présentation générale
La zone montagneuse s'étend sur 282 km2 et la zone cœur du parc national sur 302 km2. 76,6 % de la montagne est recouverte de forêt. Le climat est typique des régions montagneuses, avec une température moyenne de 16,9 °C de juillet à septembre et cent quatre-vingt-un jours de brume par an, ce qui inspira au poète Su Shi (蘇軾) de la dynastie Song la célèbre phrase : « Le vrai visage du mont Lu reste inconnu à celui qui s'y trouve » (不識廬山真面目，只緣身在此山中). Du fait de sa nature géologique de type horst et graben, l'ensemble comprend de nombreuses parois à pic, constituant un paysage impressionnant.
Comme beaucoup de hauteurs au sud du Chang Jiang, c’est un lieu où l’on se rendait l'été pour échapper à la chaleur. Au cœur de la montagne, dans une zone basse située à 1 167 m d'altitude, le missionnaire anglais John Liddell loua en 1895 un terrain destiné à la construction d'un village de montagne pour loger ses homologues et leurs familles, Guling (ou Kuling, 牯嶺), où furent bâties un millier de maisons de style occidental. Elles subsistent de nos jours, valant à cette petite ville (actuellement 46,6 km2 et 13 000 habitants) le surnom de « Suisse orientale ».

## Lieu culturel et historique

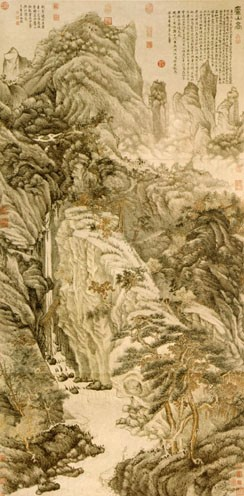
Peinture de Shen Zhou (沈周, 1427-1509), évocation du mont Lu

On prétend que Sima Qian s'y rendit en -126. C'est sur le flanc nord que le moine Huiyuan (慧遠) fonda en 402 le premier groupe de prière terre pure, l'un des principaux courants bouddhistes, à l'emplacement de l'actuel temple de Donglin (東林寺). Le mont Lu resta jusqu'à la révolte des Taiping un haut lieu du bouddhisme, abritant jusqu'à trois cents temples. On y trouve également des temples taoïstes, des églises et des mosquées.
Le mont Lu est connu en Chine comme « terre des lettres, mont des poèmes » (文國詩山). De nombreux poètes le visitèrent et le prirent pour thème (plus de quatre mille œuvres). Parmi eux : Tao Yuanming, Li Bai, Bai Juyi (on peut encore voir le sentier fleuri qui l'inspira), Su Shi, Wang Anshi, Huang Tingjian et Lu You. Plusieurs centaines d'inscriptions ont été gravées sur ses rochers et parois. Ses paysages ont également inspiré d'innombrables peintures. On y a découvert en 2004 une gravure pariétale de l'époque Tang (695) à l’emplacement d'un temple bouddhiste disparu.
Sous le « pic des Cinq Vieillards » (Wulaofeng, 五老峰) se trouve l'une des quatre grandes académies d'enseignement confucéen, l'Académie de la grotte du cerf blanc (Bailudong Shuyuan, 白鹿洞書院). Elle fut ouverte sous les Tang du Sud sous le nom d'Académie du mont Lu (廬山國學) à l'emplacement où le poète Li You (李渤), surnommé « le sieur au cerf blanc » à cause de l’animal qu'il élevait, s’était retiré pour étudier. En 940 le célèbre néoconfucéen Zhu Xi la fit restaurer et la transforma en un important centre d’études. De notoriété limitée, Li You est parfois remplacé dans les présentations touristiques du mont par le plus célèbre Li Bai.
En 1930, le mont Lu devint siège de la capitale estivale du gouvernement de Nankin. En 1937, Tchang Kaï-chek y prononça son appel à la résistance contre le Japon. Mao Zedong s'y rendit pour trois réunions centrales du PCC.

## Parcs et jardins
- Le parc national du mont Lu est inscrit au patrimoine mondial de l’Unesco depuis 1996 (site mixte), selon les critères ii, iii, iv et vi.
- Le géoparc du mont Lu (500 km2) appartient également au patrimoine mondial de l'Unesco. Inscrit dans le réseau des géoparcs depuis 1998, il est officiellement « géoparc mondial » depuis la proclamation du label en 2004. On y trouve les formations glaciaires quaternaires (2,5 millions d’années) les plus vastes et les mieux préservées du monde, étudiées entre autres par J. S. Lee dans les années 1930.
- Le jardin botanique semi-alpin du mont Lu s'étend sur 300 ha et renferme trois mille quatre cents variétés, dont le métaséquoia et quatre autres espèces protégées ; les pins, cyprès et azalées sont les favoris des visiteurs. Il a été fondé en 1943 par les botanistes Hu Xianxiao, Qin Renchang et Chen fenghuai.

### Autres lieux touristiques
La ville de Lushan, lieu de villégiature, est située dans les limites du parc national.
Entre le Chang Jiang et le lac Poyang se trouvent les lacs Tianchi majeur et mineur, la vallée de Jingxiu, le lac de Lulin. Sur sa rive nord se trouve le musée du mont Lu (poteries et bronzes de diverses époques, calligraphies Tang et peintures Ming et Qing).

## Culture populaire
Le Dit de Tianyi de François Cheng parle du mont Lu.
Dans Les Chevaliers du Zodiaque / Saint Seiya, le mont Lu (Rozan en japonais) est le lieu d'entraînement de Shiryû du Dragon et le lieu où réside Dohko de la Balance.